# Scaevola
Para el nombre romano, Mucius Scaevola.
Scaevola es un género botánico de la familia Goodeniaceae, con aproximadamente 130 especies.
Scaevola es el único género de las Goodeniáceas que tiene amplia difusión fuera de Australia.  Hay al menos seis dispersiones separadas, con unas 40 especies en el archipiélago del Pacífico, algunas alcanzando costas tropicales del Atlántico y  Océano Índico.  Dos especies tienen amplia presencia en los océanos Pacífico e Índico (Scaevola taccada), y en América y África tropicales (S. plumieri).
Muchas Scaevola australianas tienen frutos secos y de hábitos herbáceos a arbustivos.  En contraste, casi todas las especies fuera de Australia los tienen carnosos, y frecuentemente altos arbustos o árboles.
- Scaevola sericea es un arbusto denso, con altura de hasta 9 dm de altura, pero puede alcanzar 3 m de altura y de 18 a 45 dm de ancho. Las hojas, medianas, verdes, son cerosas y carnosas; de 6 a 18 cm de long.,  mucho másangostas que anchas, y másanchas al fin que en la  base. Frecuentemente, sus bordes se enrolan hacia abajo. Flores blancas o cremosas, con frecuencia con tiras púrpuras y agradable fragancia. Tienen formas irregulares, con cinco pétalos en un lado de la  flor, como si estuvieran cortadas por la mitad. Las flores crecen en pequeños racimos entre las hojas del final del tallo.

- Scaevola coriacea (naupaka enana) es una hierba baja, perenne, históricamente hallada en seis islas hawaiianas, pero ahora solo en Maui y dos isletas mar afuera.  Es una sp.en grave riesgo de extinción con menos de  300 plantas en existencia.  Sus viejos tallos son algo leñosos, y las hojas, suculentas, son ovales, relativamente separadas,  suaves o ligeramente escamosas con bordes  redondeados. Las flores arracimadas en lugares de las hojas, en grupos de uno a tres.

## Especies seleccionadas
| - Scaevola aemula R.Br. - Scaevola amblyanthera F.Muell. - Scaevola brookeana F.Muell. - Scaevola chamissoniana - Scaevola chanii - Scaevola collaris F.Muell. - Scaevola coriacea - Scaevola crassifolia - Scaevola enantophylla F.Muell. - Scaevola floribunda - Scaevola gaudichaudiana Cham. - Scaevola gaudichaudii Hook. & Arn. - Scaevola kilaueae | - Scaevola macrophylla - Scaevola oldfieldii F.Muell. - Scaevola oxyclona F.Muell. - Scaevola parvifolia F.Muell. ex Benth. - Scaevola phlebopetala F.Muell. - Scaevola plumieri (L.) Vahl - bosboron de Filipinas, boto de Filipinas. - Scaevola porocarya F.Muell. - Scaevola procera - Scaevola ramosissima - Scaevola sericea - Scaevola socotraensis - Scaevola taccada - Scaevola verticillata |

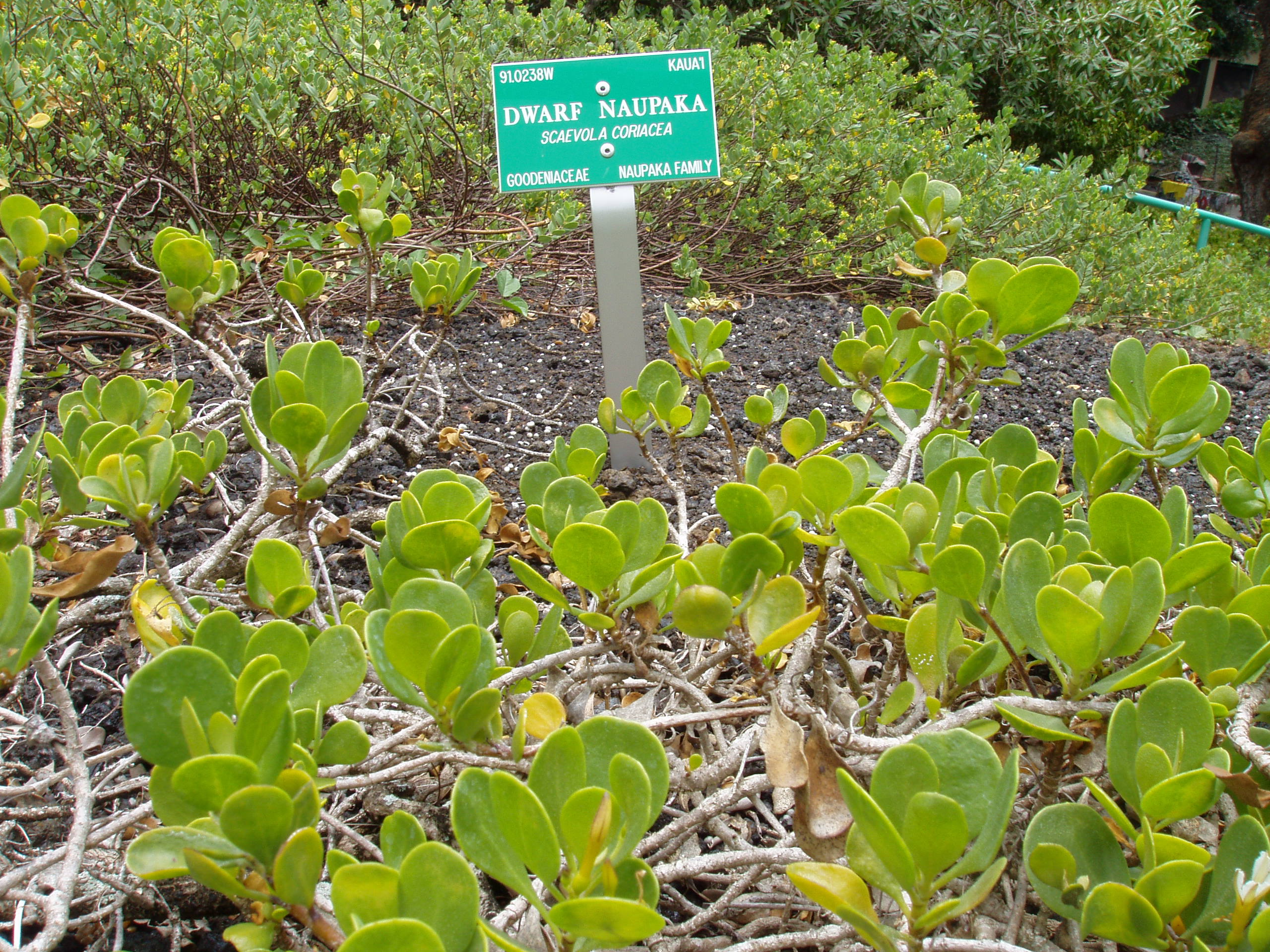
Scaevola coriacea (naupaka enana), Jardín Botánico de Honolulu